# Motorpsycho
Motorpsycho est un groupe norvégien de rock, originaire de Trondheim. Leur style musical est marqué par le rock psychédélique et le space rock mais contient également des éléments de metal.

## Histoire

### Années 1990
Formé à la fin des années 1980 comme groupe de metal alternatif (ayant pris le nom du film homonyme réalisé par Russ Meyer), Motorpsycho développe un son unique teinté de grunge, heavy metal et de rock indépendant, tout en incorporant des éléments bruitistes tirés de Deathprod. Les années 1990 assistent à des productions vraiment intenses du groupe, qui seront publiées presque annuellement. En 1991, ils publient leur premier album, Lobotomizer.
Avec l'album Let them Eat Cake, sorti en 2000, Motorpsycho se retire drastiquement de ses racines hard rock bruitiste, optant pour une approche plus teintée jazz. ils utiliseront cette même technique pour les albums qui suivent, Phanerothyme et It's a Love Cult.
Leur double-album Black Hole/Blank Canvas, est publié les 17 et 20 mars 2006 en Europe, mais filtré sur Internet date. L'album est bien accueilli et considéré comme le meilleur du groupe en date. Le 20 mars 2008, Motorpsycho sort un album intitulé Little Lucid Moments, puis le 16 mars 2008 un DVD qui comprend vidéos et performances live, baptisé Haircuts. Pour célébrer leur vingtième anniversaire, le groupe sort un album format vinyle, Child of the Future, enregistré par Steve Albini en début août 2009.

### Années 2010

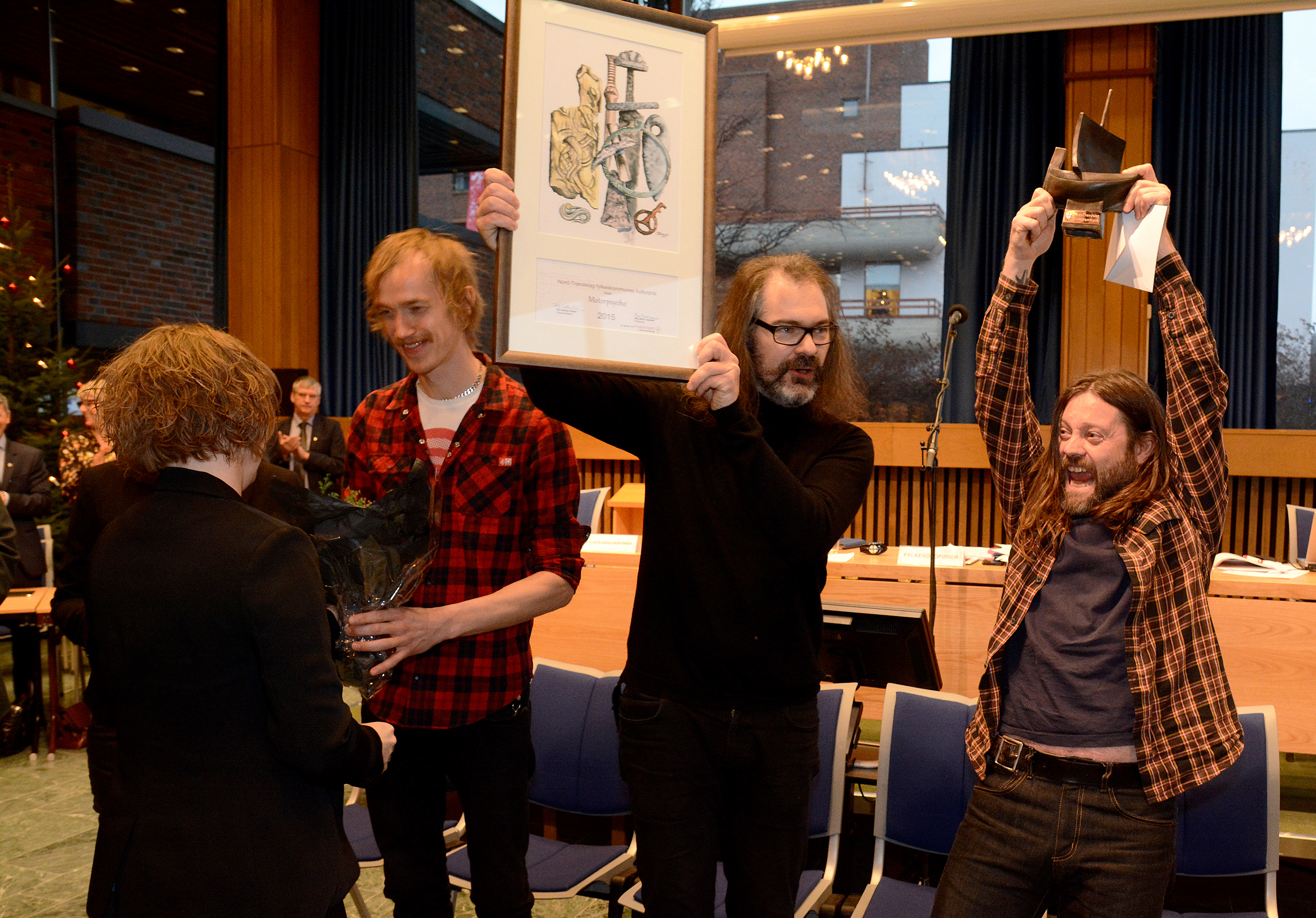
Motorspsycho en 2015.

En janvier 2010, Motorpsycho sort l'album Heavy Metal Fruit, leur premier avec un autre producteur, Kåre Vestrheim, et aussi leur troisième album en deux ans.
En octobre 2011, le club néerlandais Effenaarpublie une édition limitée de l'album uniquement en vinyle intitulé Strings of Stroop – Motorpsycho Live at Effenaar. Le 10 février 2012, Motorpsycho sort le double CD/LP The Death Defying Unicorn en collaboration avec le claviériste Ståle Storløkken du groupe d'improvisation Supersilent.  Après sa sortie et la tournée Unicorn, le groupe revient à une base musicale plus traditionnelle et avec Reine Fiske comme second guitariste, enregistre deux albums, Still Life With Eggplant' (publié au printemps 2013) et Behind the Sun (publié en mars 2014). En parallèle à la sortie de Behind the Sun, Motorpsycho lace son site web, motorpsycho.no.
En 2016, le groupe publie l'album studio Here Be Monsters. En mai 2016, in the wake of the Here Be Monsters Tour, Kenneth Kapstad quitte Motorpsycho. Les membres principaux Sæther et Ryan restent les derniers à écrire Begynnnelser pendant 38 dates de concert en automne au Trøndelag Teater. Le 2 janvier 2017, le groupe annonce le batteur Tomas Järmyr comme troisième membre permanent au sein de Motorpsycho.

## Discographie

### Albums studio
| Année | Titre                             | Meilleure position | Meilleure position | Meilleure position | Meilleure position | Notes                                                                                        |
| Année | Titre                             | NOR                | ALL                | BEL                | P-B                | Notes                                                                                        |
| ----- | --------------------------------- | ------------------ | ------------------ | ------------------ | ------------------ | -------------------------------------------------------------------------------------------- |
| 1991  | Lobotomizer                       | —                  | —                  | —                  | —                  | LP, CD                                                                                       |
| 1992  | Soothe / 8 Soothing Songs for Rut | —                  | —                  | —                  | —                  | Mini-LP (ensuite baptisé Soothe) et CD                                                       |
| 1993  | Demon Box                         | —                  | —                  | —                  | —                  | Double LP et CD                                                                              |
| 1994  | Timothy's Monster                 | 7                  | —                  | —                  | —                  | Triple coffret LP et double CD, réédité en 2010 en format coffret 4 CD                       |
| 1996  | Blissard                          | 3                  | —                  | —                  | —                  | Double LP et CD, réédité en 2012 en format coffret 4 CD                                      |
| 1997  | Angels and Daemons at Play        | 2                  | —                  | —                  | —                  | Double LP, CD et trois CD-EPs séparés (Babyscooter, Have Spacesuit Will Travel et Lovelight) |
| 1998  | Trust Us                          | 7                  | —                  | —                  | —                  | Double LP and double CD                                                                      |
| 2000  | Let them Eat Cake                 | 1                  | 83                 | —                  | —                  | LP et CD                                                                                     |
| 2001  | Barracuda (mini album)            | 8                  | —                  | —                  | —                  | LP et CD                                                                                     |
| 2001  | Phanerothyme                      | 1                  | 80                 | —                  | —                  | LP et CD                                                                                     |
| 2002  | It's a Love Cult                  | 2                  | 91                 | —                  | —                  | LP et CD                                                                                     |
| 2006  | Black Hole/Blank Canvas           | 2                  | —                  | 85                 | —                  | Double LP, double CD et double CD avec deux morceaux bonus                                   |
| 2008  | Little Lucid Moments              | 2                  | —                  | —                  | —                  | Double LP et CD                                                                              |
| 2009  | Child of the Future               | 2                  | —                  | —                  | —                  | LP vinyle                                                                                    |
| 2010  | Heavy Metal Fruit                 | 2                  | 96                 | —                  | —                  | Double LP et CD                                                                              |
| 2013  | Still Life with Eggplant          | 2                  | 93                 | —                  | 79                 | LP et CD                                                                                     |
| 2014  | Behind the Sun                    | 6                  | 53                 | —                  | 81                 | Double LP, CD, téléchargement                                                                |
| 2014  | The Motorpnakotic Fragments       | —                  | —                  | —                  | —                  | Édition limitée 4 vinyles et CD                                                              |
| 2016  | Here Be Monsters                  | 2                  | 55                 | —                  | —                  | vinyle et CD                                                                                 |
| 2016  | Here Be Monsters vol 2            | —                  | —                  | —                  | —                  | vinyl with CD                                                                                |
| 2017  | Begynnelser                       | —                  | —                  | —                  | —                  | 2x10" avec CD, et DVD Begynnelser                                                            |
| 2017  | The Tower                         | 3                  | 56                 | —                  | —                  | 2x vinyle, 2x CD                                                                             |
| 2019  | The Crucible                      | 4                  | 43                 | —                  | 196                | LP et CD. 2e partie de The Gullvåg Trilogy.                                                  |
| 2019  | The Light Fantastic               | —                  | —                  | —                  | —                  | LP, téléchargement. Collection de simples, faces B et prises de studio.                      |
| 2020  | The All is One                    | 3                  | 31                 | —                  | —                  | 2 LP et 2 CD. 3e partie de The Gullvåg Trilogy.                                              |
| 2021  | Kingdom of Oblivion               | 3                  | 19                 | —                  | —                  | 2 LP, CD, téléchargement.                                                                    |
| 2022  | Ancient Astronauts                |                    |                    |                    |                    |                                                                                              |

### Démos
- 1999 : Maiden Voyage (démo)
- 1999 : Mountain

### EP
- 1993 : Another Ugly EP
- 1994 : Wearing Yr Smell EP
- 1996 : Nerve Tattoo
- 1996 : Manmower
- 1997 : Babyscooter
- 1997 : Have Spacesuit, Will Travel
- 1997 : Lovelight
- 1997 : Starmelt
- 1998 : Ozone
- 1998 : Hey Jane
- 1998 : The Other Fool EP
- 1998 : Walkin' with J EP
- 2002 :  Serpentine EP

### Singles
- 1992 : 3 Songs for Rut
- 1996 : Sinful, Windborne
- 2001 : The Slow Phaseout (single promo)
- 2001 : Go to California (single promo)
- 2006 : Hyena (single promo)
- 2010 : X-3
- 2010 : The Visitant
- 2014 : Toys
- 2015 : Psychonaut/Toys
- 2016 : Spin, Spin, Spin

### Clips
- Have Fun (1992)
- Sheer Profundity (1993)
- Nothing To Say (1993)
- Another Ugly Tune (1994)
- Wearing Yr Smell (1994)
- Feel (1994)
- Now It's Time To Skate (1994)
- Watersound (1994)
- Mad Sun (1996)
- Manmower (1996)
- Sinful, Wind-Borne (1996)
- The Nerve Tattoo (1996)
- Starmelt/Lovelight (1997)
- Hey, Jane (1998)
- The Other Fool (2000)
- Walkin' With J (2000)
- Go To California (2000)
- The Slow Phaseout (2001)
- Serpentine (2002)
- Victim of Rock (2014)
- On a Plate (2014)
- Spin, Spin, Spin (2016)